# めぞん一刻 PARTY ALBUM
『めぞん一刻 PARTY ALBUM CHACHAMARU KARAOKE BATTLE』 （めぞんいっこく パーティーアルバム ちゃちゃまるカラオケバトル）は、1992年12月21日にキティ・レコードから発売されたドラマCD（品番 KTCR-1197）。テレビアニメ『めぞん一刻』の関連作品の一つ。

## 概要
1991年に原作『めぞん一刻』の番外編「一刻島ナンパ始末記」がOVAとして発売され、その後アニメ版全96話をLDで発売されるのを機に、出演声優・スタッフが集結して新アフレコのもと、本ドラマアルバムが制作された。
本ドラマアルバムの脚本はアニメ版にて四谷を演じた千葉繁が書き下ろしており、四谷役としての出演のほか、音響監督も千葉が兼任した。このため、若林和弘が音響助手としてクレジットされている。CDドラマパートに加えて、後半では出演者が『めぞん一刻』の歴代オープニング・エンディング主題歌をカラオケで歌っている。また、各曲のカラオケ・バージョンも収録された。
ブックレットには出演者が歌った『めぞん一刻』歴代主題歌の楽譜が一部掲載されているほか、カラオケで歌うときのポイントを述べている。

## 物語
クリスマス・イブの時計坂。響子と二人でクリスマス・パーティをしようとデパートで買い物をする裕作。その後を四谷がつけ、花枝に報告する。また、時計坂商店街で裕作との今晩のクリスマス・パーティのための料理の材料を買い求めている響子を朱美がつけて、朱美は花枝に報告をした後、勤務先のバー『茶々丸』に向かった。
四谷・朱美の報告を受けて、一刻館では花枝がよからぬ企みを考えていたが、その折に遠方から来る人物からの電話を受ける。そして同じ頃、看病で店を空けたマスターに代わって『茶々丸』の店番をしていた朱美のもとに、先程花枝に電話をした人物が現れる。
デパートでパーティで使うカラオケCDを購入したあと、裕作は電車でこずえとばったりと出会い、はずみで裕作は口紅をシャツにつけられるほか、こずえも裕作が買ったカラオケCDを誤って持っていってしまう。一刻館に戻った裕作は響子に勘違いされ、二人のパーティのことも花枝・四谷にバレてしまい、そこにこずえも誤って持っていったカラオケCDを返すべく現れ、結局こずえ含めて住人一同の宴会にもつれこんでしまう。
そして、二次会として朱美が店番をしている『茶々丸』に移り、裕作が購入したカラオケCDを用いてカラオケに興じていき、縁もたけなわとなったところで、朱美は、先ほど花枝に電話をし、その後茶々丸を訪ねた越後の国からやってきたスペシャルゲストを紹介する・・・。

## 内容
- 括弧内は歌った人物である。

1. オープニング
  - ドラマの序論。
2. オープニングテーマ『夢の入口へ…』（島本須美）
  - TVサイズのように短縮されている。よって、フルサイズのイントロに入っていた台詞「浪人さん。頑張ってくださいね！」がなくなっている。
3. 「茶々丸カラオケバトル」
  - ドラマ前半部。
4. 『シ・ネ・マ』（一の瀬花枝）
  - このトラックから、『ファンタジー』までドラマ後半部と劇中キャラクターによるカラオケカバーになり、ブックレットでも「アドリブのため歌詞が変わっている場合があります」の注釈が記されている。
5. 『あした晴れるか』（四谷&五代裕作）
  - 1番を四谷、2番を五代裕作が歌っている。[3]
6. 『サニーシャイニーモーニング』（七尾こずえ）
7. 『好きさ』（六本木朱美）
8. 『悲しみよこんにちは』（五代ゆかり）
  - 使用されているカラオケ音源は斉藤由貴版ではなく、島本須美版[4][5]となっている。
  - また、ラストサビは裕作・響子・こずえ・花枝・朱美・四谷との合唱になっている。
9. 『ファンタジー』（音無響子&五代裕作）
  - 響子と裕作がデュエットで歌唱している。
  - 1コーラスのみはっきり歌唱を聴くことができる。それ以降はエンディングへ入っていく。
10. エンディングテーマ『ビギン・ザ・ナイト』（PICASSO）
  - 音源は、リリース版のものである。
  - オープニングと同様、TVサイズのように短縮されている。
11. 『シ・ネ・マ（カラオケバージョン）』
12. 『あした晴れるか（カラオケバージョン）』
13. 『サニーシャイニーモーニング（カラオケバージョン）』
14. 『好きさ（カラオケバージョン）』
15. 『悲しみよこんにちは（カラオケバージョン）』
16. 『ファンタジー（カラオケバージョン）』

## 登場人物
音無響子
声 - 島本須美
五代裕作
声 - 二又一成
四谷
声 - 千葉繁
一の瀬花枝
声 - 青木和代
六本木朱美
声 - 三田ゆう子
七尾こずえ
声 - 冨永みーな
五代ゆかり
声 - 京田尚子
店員
声 - 豊島まさみ

## スタッフ
プランニングプロデューサー - 松島武士（Kitty Records）
プロデューサー - 江川泉（Kitty Records）
脚本 - 千葉繁
音響監督 - 千葉繁
音響監督助手 - 若林和弘（オムニバスプロモーション）
調整 - 内田誠（テクノサウンド）
効果 - 依田安文
エンジニア - 山崎進
アートディレクター - 梅崎正行